# Youba
Youba est une commune rurale située dans le département de Ouahigouya de la province du Yatenga dans la région Nord au Burkina Faso.

## Géographie
Youba se trouve à environ 12 km au nord-est du centre de Ouahigouya, le chef-lieu de la province, et à 3 km au nord-est de la route nationale 23.
La ville est divisée en six quartiers : Marango (au sud), Tangasakin (au nord-est), Dayasonnoré (au nord), Tilly (à l'ouest), Gangandogo (au sud-ouest) et Tinsobogo (au sud).

## Économie
La population de Youba est à 90 % composée d'agriculteurs (arachide, riz, gombo, mil, bissap, sésame, niébé et maïs) et d'éleveurs (élevage de case). L'économie de la ville est en partie basée sur l'importante activité de son marché, notamment son marché au bétail (tenu tous les trois jours) qui est le premier par son importance sur le plan régional et le troisième au niveau national. L'artisanat est principalement pratiqué par les femmes pour le tissage et la teinture, la corderie, la poterie et la savonnerie tandis que les hommes sont forgerons.

## Santé et éducation
Youba accueille un centre de santé et de promotion sociale (CSPS) tandis que le centre hospitalier régional (CHR) de la province se trouve à Ouahigouya. Sous l'impulsion de l'association Teli-taaba pour le développement économique et social de Youba (ATDESY), un bâtiment d'hospitalisation a été construit dans la ville dans les années 2010 consacré notamment au dépistage du diabète et de l'hypertension.
L'école primaire publique de Youba a été ouverte en 1975. En l'ATDESY, en collaboration avec l'Association solidarité Afrique de l’ouest (ASAO), fait édifier, vers 2015, un collège d'enseignement général (CEG).

## Culture et religion
La commune de Youba possède un Atelier-théâtre burkinabè. L'ATDESY projette la construction d'un centre multimédia et d'une bibliothèque. 
L'ensemble de la ville est de confession musulmane, chaque quartier ayant sa propre mosquée et son imam.